# ديفيد ووكر (سائق سيارة سباق)
ديفيد ووكر (بالإنجليزية: David Walker)‏ هو سائق فورمولا 1 أسترالي، ولد في 10 يونيو 1941 في سيدني في أستراليا.